# Amel-Marduk
Amel-Marduk (chết 560 TCN), gọi là Evil-merodach trong Kinh thánh Hebrew, là con và người kế vị của Nebuchadrezzar II, vua của Babylon. Triều đại của ông chỉ được 2 năm (562-560 TCN). Theo kinh thánh sách của các vị vua, ông đã tha thứ và giải phóng cho Jehoiachin, vua của Judah, người đã là tù nhân ở Babylon 37 năm. (2 Kings 25:27) Được cho là bởi Amel-Marduk đã cố gắng làm giảm chính sách của cha ông, ông bị giết chết bởi Neriglissar, anh trai của vợ ông và là người kế nhiệm ông.
 ==Tham khảo==